# Domkar-Kloster
| Tibetische Bezeichnung                                    |
| --------------------------------------------------------- |
| Tibetische Schrift: 'dom dkar dgon                        |
| Andere Schreibweisen: Damkar Lhundrub Dechen Chokhor Ling |
| Chinesische Bezeichnung                                   |
| Vereinfacht: 当卡寺                                       |
| Pinyin:Dāngkǎ Sì                                          |

Das Domkar-Kloster (tibetisch, Umschrift nach Wylie ’dom dkar dgon) ist ein Kloster der Karma-Kagyü-Schule des tibetischen Buddhismus, das bis auf die Zeit des 12. Jahrhunderts zurückgeht. Es liegt in der Stadt Yushu des Autonomen Bezirks Yushu der Tibeter in der chinesischen Provinz Qinghai. Es geht ungefähr zurück bis zur Zeit von Düsum Khyenpa (1110–1193), des ersten Lamas in der Inkarnationsreihe der Karmapas und Begründers dieses Ordens.
Abt des Klosters ist der 18. Dulmo Chöje Rinpoche, Karma Shedrub Tendzin Thrinle Pelsang.
Das Kloster steht seit 2004 auf der Liste der Denkmäler der Provinz Qinghai.

## Video
- Dumu Qujie renboqie yu Dangka si (Der Dulmo Chöje Rinpoche und das Damkar-Kloster) – youku.com